# Георгиј Чичерин
Георгиј Васиљевич Чичерин (рус. Георгий Васильевич Чичерин, 12./24. новембра 1872, Карул, Тамбовска губернија — 7. јул 1936, Москва) био је марксистички револуционар и совјетски политичар. Обављао је функцију Народног комесара за спољне послове при совјетској влади од марта 1918. до 1930. године.